# AUSSOM
소말리아 아프리카 연합 안정화 지원 임무(또는 약칭 AUSSOM)는 2025년에 시작된 평화 유지 작전으로, 아프리카 연합(AU)이 ATMIS를 대체하기 위해 승인했다. 이 임무는 소말리아 보안군이 국가를 안정화하고 알샤바브와 싸우는 것을 지원하며, 보안 책임의 점진적인 이양을 소말리아 정부에 촉진하는 것을 목표로 한다.
AUSSOM의 형성은 재정적 제약과 정치적 긴장, 특히 에티오피아의 역할이 영향을 주었다. 이 임무는 우간다, 에티오피아, 지부티, 케냐, 이집트가 파견하눈 군인, 경찰, 민간 참모를 포함하여 11,900명의 인원으로 구성될 예정이다. 초법적 살인과 전시 성폭력을 포함한 이전 AU 작전에서 저지른 인권 침해에 대한 우려는 병력 선발 및 감독에 대한 조사를 강화했다. AUSSOM은 AU 인력이 활동하는 법적인 면책으로 인해 비판을 받았으며, 이는 범죄 및 남용에 대한 책임 추궁을 방해했다.

## 개요

### AMISOM 및 ATMIS
2007년 3월, 에티오피아의 침공으로 신생 이슬람 정부를 전복하고 과도 연방 정부 (TFG)를 수립하려는 목적에 따라 AMISOM이 배치되었다. AU 작전의 목표는 에티오피아인들이 TFG를 지지하는 것을 돕고, 에티오피아군의 존재가 커져가는 분란전을 부채질하여 알샤바브가 주요 부분이 된 상황에서 에티오피아군에게 철수 전략을 제공하는 것이었다. 배치 15년 후 AMISOM은 ATMIS로 전환되었으며, 소말리아 정부군에게 완전한 보안 책임을 넘기는 것을 목표로 했다.
아프리카 연합의 평화 안보 이사회는 2024년 8월 1일에 AUSSOM의 창설을 승인했으며, 2024년 12월 31일 ATMIS가 철수한 후 2025년에 임무를 시작할 계획이다. 소말리아 대통령 하산 셰흐 마하무드는 AUSSOM에 참여하도록 이전 ATMIS 기여국들의 지지를 적극적으로 모색했다.
알샤바브에 대한 대분란전 노력에서 중요한 요소인 대중의 지지는 AU군의 행동으로 인해 약화되었다. 덴마크 국제 연구소의 연구원인 제스로 노먼에 따르면, 소말리아에서 AU군이 저지른 학대와 전쟁범죄는 "대부분의 소말리아 인구 사이에 깊은 뿌리 박힌 분노를 키웠다... 책임감 부족에 대한 인식은 이러한 불신을 더욱 악화시켰고, AU군이 면책 특권을 가지고 행동할 수 있다는 믿음을 강화했다." 알샤바브는 AU군의 면책 특권과 비행에 대한 소말리아의 광범위한 분노를 이용하여 모집을 강화하고 공격을 정당화했다.

### 에티오피아-소말리아 분쟁
재정적 제약과 에티오피아와 소말리아 간의 긴장이 고조되면서 에티오피아의 소말릴란드와의 양해각서 서명 이후 전환이 지연될 가능성이 있다. 국제 사회는 새로운 임무 구조에 대한 재정 지원에 대해 분열되어 있다.
2024년 12월 27일, 직후 유엔 안전 보장 이사회는 2025년 1월 1일부터 이 임무의 배치에 대한 결의안 2767을 승인하여 현재의 ATMIS를 대체했다. 에티오피아가 작전에 참여할 수 있을지는 현재 불분명하다. 에티오피아군은 소말리아의 주권을 반복적으로 침해했다고 주장되는 사건들로 인해 새로운 AUSSOM 이니셔티브에서 제외되었다. 2025년 1월 2일 현재, 소말리아는 AUSSOM에서 에티오피아 국방군(ENDF)을 제외하는 결정을 번복하는 것을 고려하고 있다. 같은 날 에티오피아 국방부 장관은 AU 임무에 대한 논의를 위해 모가디슈로 이동했다. 소말리아 외교부 장관 알리 발카드는 블룸버그 뉴스와의 인터뷰에서 "소말리아와 에티오피아 간의 논쟁적인 문제는 앙카라 선언을 통해 해결되었으므로, 소말리아는 다가오는 AUSSOM 임무에 에티오피아 국방군을 포함시키는 것을 재고할 준비가 되어 있다"고 밝혔다.

### 아프리카 연합의 병력 할당
2025년 2월 25일, 소말리아 연방 정부와 아프리카 연합은 새로운 임무를 위한 병력 분배를 확정했으며, 이전 에티오피아와 소말리아 그리고 나중에 부룬디와 소말리아 사이의 분쟁을 해결했다. 이 임무는 병사, 경찰, 민간 참모를 포함하여 11,900명의 인력을 배치할 것이다. 이 합의에 따라 우간다는 4,500명, 에티오피아는 2,500명, 지부티는 1,520명, 케냐는 1,410명, 그리고 이집트는 1,091명의 병력을 기여할 것이다.

## 반응

### 이전 ATMIS/AMISOM 회원국
- 에티오피아: 에티오피아는 소말릴란드와의 양해각서로 인해 소말리아가 초기에는 반대했지만, 새로운 임무에 참여할 의사를 표명했다.[19][20] 소말리아 외교부는 에티오피아의 존재와 관련된 알샤바브 활동 증가를 이유로 에티오피아를 비난했다.[21][22] 2024년 12월 11일, 튀르키예의 중재로 에티오피아와 소말리아는 긴장을 완화하기 위한 합의에 도달했다.[23] 기자회견에서 소말리아 대통령 하산 셰흐는 소말리아에서의 AU 작전에 대한 에티오피아의 기여를 칭찬하며 "우리는 계속 그렇게 할 것"이라고 말했다.[24] 소말리아 고위 정부 관계자들은 기자들에게 앙카라 대화 이후 정부가 AUSSOM에 에티오피아의 참여를 "재고할 준비가 되어 있다"고 밝혔다.[25][26] 그러나 며칠 후 소말리아는 에티오피아군이 소말리아군, 경찰, 정보 기지에 대한 공격으로 사상자가 발생했다고 비난했다. 이로 인해 임무에 에티오피아의 참여가 불확실해졌다.[27] 12월 27일 유엔 안전 보장 이사회 회의에서 소말리아 정부는 기존 보안 협정이 충분하다고 밝히며 에티오피아의 참여를 사실상 금지했지만,[28] 정부 국가안보보좌관은 아직 결정이 내려지지 않았다고 시사했다.[13] 다른 소말리아 관리들은 에티오피아군에 대한 최종 결정이 내려지지 않았다고 주장한다.[29] 일부 관측통들은 소말리아가 에티오피아가 소말릴란드와의 양해각서를 명시적으로 취소할 때까지 AUSSOM을 협상 카드로 사용하고 있다고 믿는다.[13]

- 지부티: 지부티는 AUSSOM에 평화 유지군을 파견하겠다고 제안했으며,[30] 이는 소말리아가 환영했다.[31]

- 우간다: 우간다 외교부 장관 헨리 오리엠 오켈로는 이집트의 병력 배치가 AUSSOM을 지배할 수 있다고 말하며 반대했다.[32] 그 후 소말리아 대통령 하산 셰흐 마하무드는 이집트의 임무 지원을 설득하기 위해 우간다 대통령 요웨리 카구타 무세베니와 대화하기 위해 우간다를 방문했다.[33]

- 케냐: 케냐 대통령 윌리엄 루토는 소말리아 대통령 하산 셰흐 마하무드와 AUSSOM에 대해 논의했으며, 이는 케냐가 새로운 임무를 지지하는 것으로 마무리되었다.[34][35]

- 부룬디: 또 다른 이전 ATMIS 기여국인 부룬디도 소말리아 대통령의 방문을 받았으며, 그 결과 이 나라의 대통령 에바리스트 은다이시미예가 임무를 환영했다.[36] 부룬디는 나중에 부룬디와 소말리아 간의 병력 수에 대한 "합의 부족"으로 인해 작전에 참여하지 않을 것이라고 확인했다.[37] 부룬디 관리들은 소말리아 정부가 자국에 할당한 적은 병력 수로 인해 무시당했다고 주장하며, 이는 부룬디군이 공격에 노출될 것이라고 주장했다.[29]

### 기타 국가
- 이집트: 이집트는 소말리아에 10,000명의 병력을 파견하겠다고 제안했으며,[38] 이 중 5,000명은 AUSSOM에, 나머지 5,000명은 에티오피아와 접경하는 소말리아의 히란주에서 독립적으로 활동할 예정이다.[39][40] 에티오피아의 해군 기지 설립 및 소말릴란드 인정을 위한 시도에 대응하여 소말리아는 이집트에 대한 의존도를 높이고 있다. 2024년 8월, 소말리아 정부는 2025년 1월에 이집트군이 ATMIS에 배치된 에티오피아군을 대체할 것이라고 발표했다.[41] 이집트 관리들은 방위 협정의 일환으로 장갑차, 포병, 레이더, 드론을 포함한 무기를 소말리아에 보낼 것이라고 밝혔다.[42]

- 미국: 미국 또한 ATMIS에서 AUSSOM으로의 전환에 대해 낙관적이다.[43]

- 영국: 영국은 AU의 AUSSOM 창설 결정을 환영하는 결의안 초안을 유엔에 제출했다.[44] 그 후 영국 유엔 대표 제임스 카리우키는 유엔 안전 보장 이사회에서 AUSSOM 창설을 환영했다.[45]

- 프랑스: 유엔에서 프랑스 또한 AUSSOM의 창설을 환영했다.[46]